# Cleopatra (film 1928)
Cleopatra è un cortometraggio muto del 1928 diretto da Roy William Neill.

## Produzione
Il film è stato girato al Tec-Art Studio di Hollywood.

## Distribuzione
Venne distribuito nelle sale cinematografiche statunitensi dalla Metro-Goldwyn-Mayer il 13 giugno 1928 (secondo altre fonti il 7 luglio 1928).

## Stato di conservazione
Una stampa completa di questo film è stata conservata nel 1993 dal Cinema Arts Laboratory presso la George Eastman House.